# Maksym Malychev
Maksym Vassilovytch Malychev (en ukrainien : Максим Васильович Малишев), né le 24 décembre 1992 à Donetsk en Ukraine, est un footballeur international ukrainien jouant au poste de milieu de terrain. Il joue au Chakhtar Donetsk et en équipe d'Ukraine.

## Carrière

### Carrière en club
Maksym Malychev est formé au Chakhtar Donetsk. Il est capitaine au sein des équipes de jeunes. De janvier 2013 à l'été 2015, il est prêté au Zorya Louhansk, afin de s'aguerrir au monde professionnel. Avec le Zorya Louhansk, il dispute deux matchs en Ligue Europa.
Revenu au Chakhtar Donetsk, il dispute lors de la saison 2015-2016 la Ligue des champions, avant de se voir reverser en Ligue Europa. Le Chakhtar atteint les demi-finales de la Ligue Europa, en étant battu par le club espagnol du FC Séville, futur vainqueur de l'épreuve. Lors de la même saison, il remporte la Coupe d'Ukraine avec le Chakhtar.

### Carrière en sélection nationale
Maksym Malychev participe aux éliminatoires de l'Euro espoirs en 2013 et 2014.
Il reçoit sa première sélection en équipe d'Ukraine le 24 mars 2016, lors d'un match amical contre Chypre (victoire 1-0 à Odessa).

## Palmarès
- Championnat d'Ukraine : 2017
- Vainqueur de la Coupe d'Ukraine en 2016 et 2017 avec le Chakhtar Donetsk
- 2 sélections